# 苗旺 (明朝宦官)
苗旺（1445年—1519年），山西夏县人，弘治时尚膳監太监、正德时神宫監太监。

## 生平
正统十年，出生。
成化十年，进入内府，后选为长随。侍奉坤宁宫。
弘治元年，升尚膳監太监。
弘治九年，赐蟒衣、玉带。
正德七年，管理茂陵。
正德十四年，去世。

## 亲属
- 苗清（父）
- 靖氏（母）
- 苗盘（兄）
- 苗广全（弟）